# Mulungu do Morro
Mulungu do Morro este un oraș în statul Bahia (BA) din Brazilia.